# Championnat du Nigeria de football 2013
Navigation
Saison précédente Saison suivante
La saison 2013 du Championnat du Nigeria de football est la vingt-et-deuxième édition de la première division professionnelle au Nigeria, la Premier League. Vingt clubs prennent part au championnat qui prend la forme d'une poule unique où toutes les équipes se rencontrent deux fois au cours de la saison, à domicile et à l'extérieur. À la fin de la saison, les quatre derniers sont relégués et remplacés par les quatre meilleurs clubs de Division One, la deuxième division nigériane. 
C'est le club de Kano Pillars, tenant du titre, qui remporte à nouveau la compétition après avoir terminé en tête du classement final, avec un seul point d'avance sur Enyimba FC et deux sur l'un des clubs promus de Division One, Bayelsa United FC. Il s'agit du troisième titre de champion du Nigeria de l'histoire du club.

## Qualifications continentales
Les deux premiers du classement se qualifient pour la prochaine Ligue des champions tandis que le club classé 3e et le vainqueur de la Coupe du Nigeria obtiennent leur place pour la Coupe de la confédération.

## Les clubs participants
| - Dolphin FC - Sunshine Stars FC - Shooting Stars FC - Enyimba FC - Sharks FC - Enugu Rangers - Gombe United FC - Kaduna United FC - Kano Pillars - Sharks FC | - El-Kanemi Warriors - Promu de Division One - Heartland FC - Akwa United FC - Abubakar Bukola Saraki FC - Warri Wolves FC - Bayelsa United FC - Promu de Division One - Lobi Stars FC - Wikki Tourists FC - Nassarawa United FC - Promu de Division One - Nembe City FC - Promu de Division One |

## Compétition
Le barème de points servant à établir le classement se décompose ainsi :
- Victoire : 3 points
- Match nul : 1 point
- Défaite : 0 point

### Classement
| Rang | Équipe                    | Pts | J  | G  | N  | P  | Bp | Bc | Diff |
| ---- | ------------------------- | --- | -- | -- | -- | -- | -- | -- | ---- |
| 1    | Kano PillarsT             | 63  | 38 | 20 | 3  | 15 | 46 | 40 | +6   |
| 2    | Enyimba FCC               | 62  | 38 | 18 | 8  | 12 | 32 | 19 | +13  |
| 3    | Bayelsa United FCP        | 61  | 38 | 19 | 4  | 15 | 42 | 39 | +3   |
| 4    | El-Kanemi WarriorsP       | 60  | 38 | 18 | 6  | 14 | 43 | 33 | +10  |
| 5    | Enugu Rangers             | 58  | 38 | 18 | 4  | 16 | 47 | 37 | +10  |
| 6    | Gombe United FC           | 55  | 38 | 18 | 1  | 19 | 38 | 46 | -8   |
| 7    | Warri Wolves FC           | 55  | 38 | 15 | 10 | 13 | 42 | 33 | +9   |
| 8    | Sharks FC                 | 53  | 38 | 15 | 8  | 15 | 35 | 32 | +3   |
| 9    | Dolphin FC                | 53  | 38 | 15 | 8  | 15 | 32 | 34 | -2   |
| 10   | Kaduna United             | 53  | 38 | 17 | 2  | 19 | 37 | 45 | -8   |
| 11   | Heartland FC              | 52  | 38 | 16 | 4  | 18 | 39 | 32 | +7   |
| 12   | Sunshine Stars FC         | 52  | 38 | 15 | 7  | 16 | 39 | 35 | +4   |
| 13   | Nassarawa United FCP      | 52  | 38 | 15 | 7  | 16 | 37 | 42 | -5   |
| 14   | Lobi Stars FC             | 52  | 38 | 15 | 7  | 16 | 35 | 40 | -5   |
| 15   | Nembe City FCP            | 52  | 38 | 16 | 4  | 18 | 31 | 47 | -16  |
| 16   | Akwa United FC            | 51  | 38 | 14 | 9  | 15 | 41 | 46 | -5   |
| 17   | Kwara United FC           | 50  | 38 | 13 | 11 | 14 | 32 | 32 | 0    |
| 18   | Abubakar Bukola Saraki FC | 50  | 38 | 14 | 8  | 16 | 35 | 43 | -8   |
| 19   | Wikki Tourists FC         | 49  | 38 | 15 | 4  | 19 | 40 | 43 | -3   |
| 20   | Shooting Stars            | 46  | 38 | 13 | 7  | 18 | 41 | 46 | -5   |

|  | Qualification pour la Ligue des champions de la CAF 2014                           |
|  | Qualification pour la Coupe de la confédération 2014                               |
|  | Relégation en Division One                                                         |
|  | T : Tenant du titre C : Vainqueur de la Coupe du Nigeria P : Promu de Division One |

## Bilan de la saison
| Championnat du Nigeria de football 2013 |                                       |
| Champion                                | Kano Pillars Football Club (3e titre) |
| Coupes et trophées                      |                                       |
| Vainqueur de la Coupe du Nigeria 2013   | Enyimba FC                            |
| Qualifications continentales            |                                       |
| Ligue des champions de la CAF 2014      | Kano Pillars Football Club            |
| Ligue des champions de la CAF 2014      | Enyimba FC                            |
| Coupe de la confédération 2014          | Bayelsa United FC                     |
| Coupe de la confédération 2014          | Warri Wolves FC                       |
| Promotions et relégations               |                                       |
| Promus en Premier League                | Crown FC                              |
| Promus en Premier League                | Giwa FC                               |
| Promus en Premier League                | Taraba FC                             |
| Promus en Premier League                | Abia Warriors FC                      |
| Relégués en Division One                | Kwara United FC                       |
| Relégués en Division One                | Abubakar Bukola Saraki FC             |
| Relégués en Division One                | Wikki Tourists FC                     |
| Relégués en Division One                | Shooting Stars FC                     |